# Сидхарта
„Сидхарта“ (на немски: Siddhartha) е философски роман на немския писател Херман Хесе, публикуван през 1922 г. Произведението проследява духовното пътуване на индийския брахмански син Сидхарта в търсене на просветление и вътрешен мир. Книгата е силно повлияна от индуизма, будизма, както и от индийската философия и западния екзистенциализъм. Въпреки съвпадението на името с историческия Буда – Сидхарта Гаутама – героят на Хесе е отделна, художествена фигура.

## История на публикуването
Романът е написан по време на духовната криза на Хесе след Първата световна война и е повлиян от пътуването му до Индия през 1911 г., както и от интереса му към източната философия. Книгата първоначално е издадена в Германия през 1922 г. и получава по-широка популярност в англоезичния свят след публикуването си на английски език през 1951 г.

## Сюжет
„Сидхарта“ проследява живота на едноименния герой, който напуска родния си дом и брамински произход, за да търси по-дълбок смисъл отвъд формалната религия. По пътя си той среща аскети, Гаутама Буда, любовницата Камала, търговеца Камасвами и накрая – стар лодкар на име Васудева, който го учи на мъдрост чрез реката. Романът описва как Сидхарта постепенно осъзнава, че истинското просветление не идва чрез ученията на другите, а чрез личен опит, страдание и дълбоко вътрешно разбиране.

## Основни теми
- Търсене на аза – главният герой преминава през множество пътища, за да разбере себе си.
- Дуалност и единство – романът изследва противоположностите: духовното и светското, страданието и радостта, знанието и мъдростта.
- Реката като символ – реката е основен символ в романа, олицетворяваща живота, времето и вечността.
- Отхвърляне на догматичната религия – Сидхарта не намира удовлетворение в ученията на другите, включително и в будизма на Гаутама.

## Стил и философия
Романът е написан в прост, почти поетичен стил, повлиян от будистките сутри. Макар че не е религиозен текст, той използва религиозни мотиви и символика, за да разкрие универсални истини. Стилът съчетава източна медитативност със западна психологическа дълбочина, характерна за творчеството на Хесе.[източник? (Поискан днес)][кой го твърди?]

## Влияние и възприемане
„Сидхарта“ се смята за едно от най-значимите произведения на Херман Хесе. Особено популярен става през 60-те години на XX в. сред младежки и духовни движения в САЩ и Западна Европа. Романът оказва трайно влияние върху духовната литература и е преведен на десетки езици.[източник? (Поискан днес)][кой го твърди?]

## Адаптации
През 1972 г. романът е екранизиран във филма Siddhartha с режисьор Конрад Рукс. Книгата често се използва в университетски програми по литература, философия и религиознание.